# Плетяши
Плетяши (біл. вёска Плецяшы) — село в складі Мядельського району Мінської області, Білорусь. Село підпорядковане Нарачанській сільській раді, розташоване в північній частині області.